# Aleksandar Kosorić
Aleksandar Kosorić (ur. 30 stycznia 1987 w Palach) – bośniacki piłkarz grający na pozycji obrońcy. Od 2017 roku zawodnik łotewskiego Spartaksie Jurmała.